# Czajka miedziana
Czajka miedziana (Vanellus chilensis) – gatunek średniego, osiadłego ptaka z rodziny sieweczkowatych (Charadriidae). W czterech podgatunkach zasiedla Amerykę Południową i Środkową.

## Systematyka
Opisana została w 1782 roku przez chilijskiego naturalistę Juana Ignaciego Molinę. Nazwa rodzajowa, vanellus, w łacinie oznacza po prostu czajkę. Nazwa gatunkowa chilensis odnosi się do jednego z krajów występowania, Chile. Stamtąd też pochodzi holotyp (okaz, na podstawie którego opisano gatunek). Zwykle wyróżnia się 4 podgatunki V. chilensis.

## Występowanie
Jest ptakiem osiadłym. Zasiedla południową, częściowo północną, środkową, wschodnią i częściowo zachodnią Amerykę Południową oraz południową Amerykę Środkową. Jej środowiskiem są, zarówno tropikalne jak i umiarkowane, podmokłe obszary, jak wilgotne łąki i pola uprawne. Zazwyczaj jest osiadła, ale populacje z zimniejszych rejonów wędrują na południe.

## Morfologia
Mierzy około 31–39 cm, waży około 325 g, nowo wyklute pisklę 16 g. Długość ogona samca to 106 mm, samicy około 104 mm. Długość skrzydła u poszczególnych płci to około 233 i 241 mm, u nowo wyklutego pisklęcia około 16 mm. Jest jedyną szarą czajką, która posiada czubek. Występuje nieznaczny dymorfizm płciowy. Dosyć długi, karminowy dziób z czarnym zakończeniem, nogi także długie i karminowe. Czarno-biała maska przy dziobie, czarna przepaska przez oko; poza tym głowa szara. Spód ciała biały. Wierzch oraz skrzydła brązowe, z czarnymi i biało zakończonymi lotkami. Na skrzydle znajduje się także miedziano opalizująca plama, od której wzięła się polska nazwa. Na zgięciu skrzydeł czerwony szpon. U młodych nogi szare, wierzch głowy brązowoszary, czarno kropeczkowany, tak jak i grzbiet.

## Ekologia i zachowanie
Zachowanie

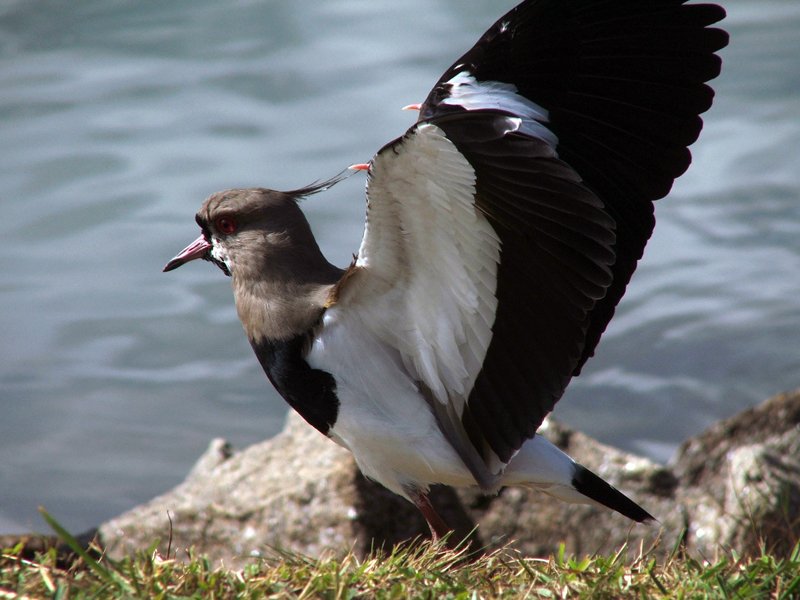
Czajka miedziana prezentująca swoje czerwone szpony

W postawie grożącej demonstruje szpony na zgięciu skrzydeł. Ogólnie jest agresywna, zwłaszcza w okresie lęgowym. Może także symulować ataki lub udawać zranioną. Lot jest powolny, ale często nie na długie dystanse.
Pożywienie
Owady oraz inne drobne bezkręgowce. Niekiedy łapie małe rybki.
Głos
Widząc przy gnieździe potencjalnego drapieżnika, zaczyna ostro krzyczeć. Poza tym wydaje głośne, metaliczne odgłosy keek, keek keek....
Lęgi

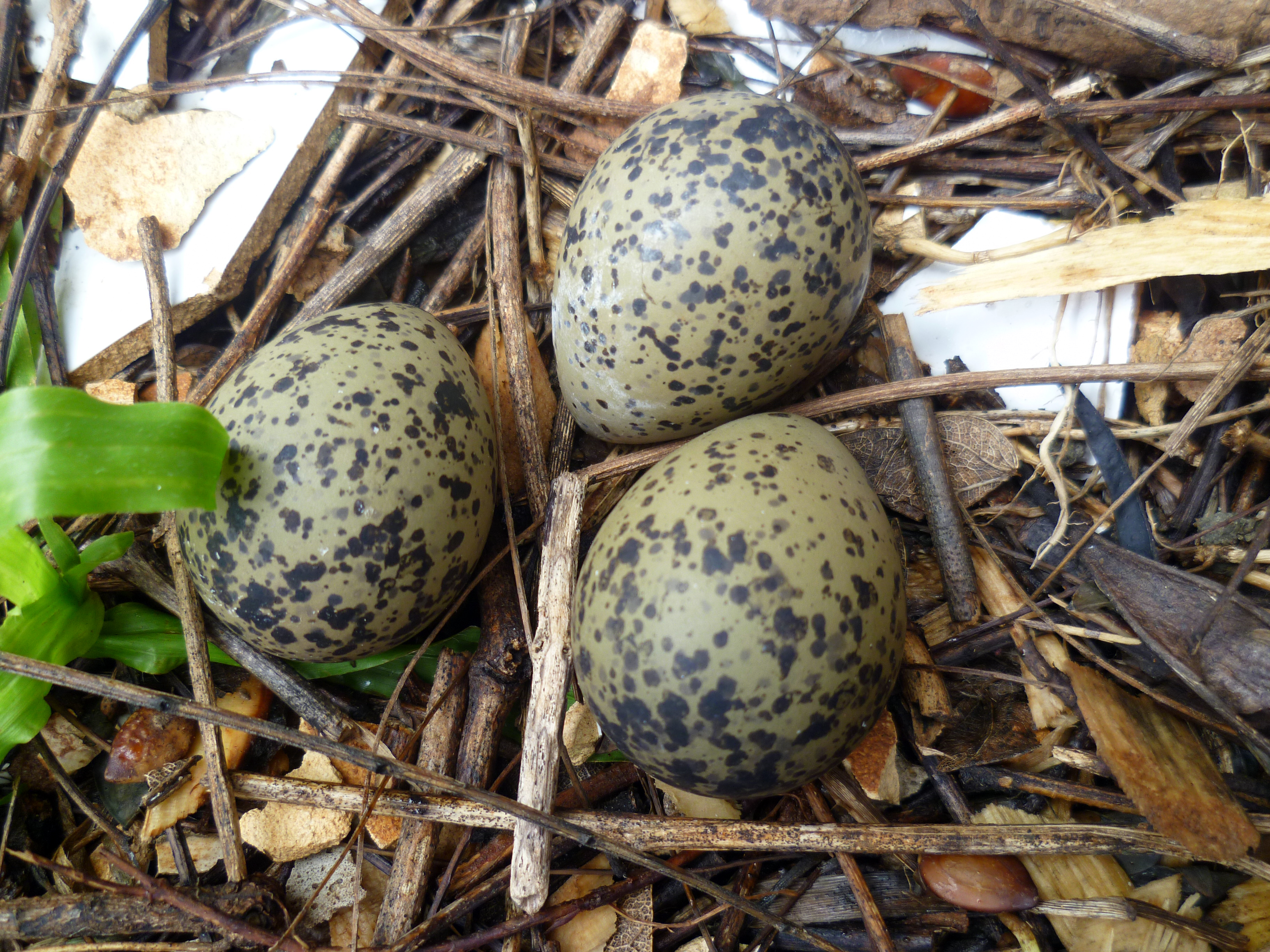
Jaja czajki miedzianej

Wyprowadza 2 lęgi, od stycznia do czerwca. Gniazdo to płytki, wygrzebany w ziemi dołek, wyścielone jest cienką warstwą trawy. Składa 2, 3 lub 4 jaja, może się zdarzyć, że do jednego gniazda złożą jaja dwie samice. Mają one maskujące barwy, inkubowane są tylko przez samicę.

## Podgatunki
Wyróżnia się 4 podgatunki czajki miedzianej:
- Vanellus chilensis cayennensis (J.F. Gmelin, 1789) – czajka czarnopierśna[4] – Kostaryka, Panama, północna część Ameryki Południowej (na północ od Amazonki) na południe po północno-wschodnie Peru
- Vanellus chilensis lampronotus (Wagler, 1827) – na południe od Amazonki przez środkową, wschodnią i południową Brazylię do północnej i wschodniej Boliwii, północnej Argentyny i Urugwaju.
- Vanellus chilensis chilensis (Molina, 1782) – czajka miedziana[4] – środkowa Argentyna i środkowe Chile na południe po wyspę Chiloé i miasto Comodoro Rivadavia
- Vanellus chilensis fretensis (Brodkorb, 1934) – Patagonia.

## Status
IUCN uznaje czajkę miedzianą za gatunek najmniejszej troski (LC – Least Concern) nieprzerwanie od 1988 roku. Liczebność populacji, według szacunków organizacji Partners in Flight z 2019 roku, mieści się w przedziale 5–50 milionów dorosłych osobników. Trend liczebności populacji uznawany jest za wzrostowy.